# Академия строительства и архитектуры СССР
Академия строительства и архитектуры СССР (АСиА СССР) — высшее научное учреждение в области строительства и архитектуры. Основана в 1956 году на базе Академии архитектуры СССР. Упразднена в 1963 году.

## История
В 1934 году в Москве основали Всесоюзную Академию архитектуры, переименованную в 1939 году в Академию архитектуры СССР. 
В 1955 году её ликвидировали, а в 1956 году на её базе создали Академию строительства и архитектуры СССР. В мае 1957 года открылась первая сессия Академии, посвящённая архитектуре жилища. Академия находилась в подчинении Госстроя СССР.
Академия разрабатывала научные проблемы в области строительства и архитектуры, проводила и координировала научно-исследовательские и экспериментальные работы, информировала об опыте строительства и подготовки научных кадров. В состав Академии входило 18 НИИ, Центральные научно-реставрационные мастерские, научные советы, Музей архитектуры. Учреждение имело ряд филиалов: Ленинградский, Уральский, Западно-Сибирский, Казахский. К 1963 году в академии насчитывалось 2 почётных члена, 67 действительных членов и 105 членов-корреспондентов.
Академию ликвидировали 16 августа 1963 года приказом Государственного комитета по гражданскому строительству при Госстрое СССР. В 1964 году на её базе был создан ряд архитектурных научных институтов.

## Президенты
- Бехтин, Николай Васильевич (1956—1961)[1]
- Кучеренко, Владимир Алексеевич (1961—1963)[1]